# Weichtungen
Weichtungen è una frazione del comune tedesco di Maßbach, nel distretto di Bad Kissingen, Baviera.

## Geografia fisica
Situato a un'altitudine di 304 m s.l.m., la sua popolazione è di circa 450 abitanti.

## Storia
Le prime notizie al riguardo di Weichtungen risalgono al 25 settembre 825, quando venne consegnato ad un certo "Orintil" un determinato pezzo della proprietà "Uithtungun", come terreno per sé e per la moglie. Il nome, che in alcuni documenti è scritto anche nelle forme "Wichtunge, Withungen, Wythunen", può essere interpretato come: "Coloni che avete evitato la zona pericolosa o siete tornati indietro prima di essa".